# سبیل چخماقی
سبیل چَخماقی نوعی مدل سبیل است. در این مدل، سبیل پرپشت،کاملاً روی لب‌ها را پوشانده و انتهای طولانی آن از دو سمت رو به بالا انحنا پیدا می‌کند. نام دیگر این مدل، «سبیل فرمانی» است که به دلیل شباهتش به فرمان دوچرخه این نام را گرفته است. این مدل سبیل در گذشته و خصوصاً در میان افراد مسن محبوبیت داشته‌است. از افراد مشهوری که سبیل چخماقی داشته‌اند می‌توان به ژوزف استالین، ویلهلم دوم و ویلیام هووارد تافت 
وفردریش نیچه اشاره نمود.

## نگارخانه

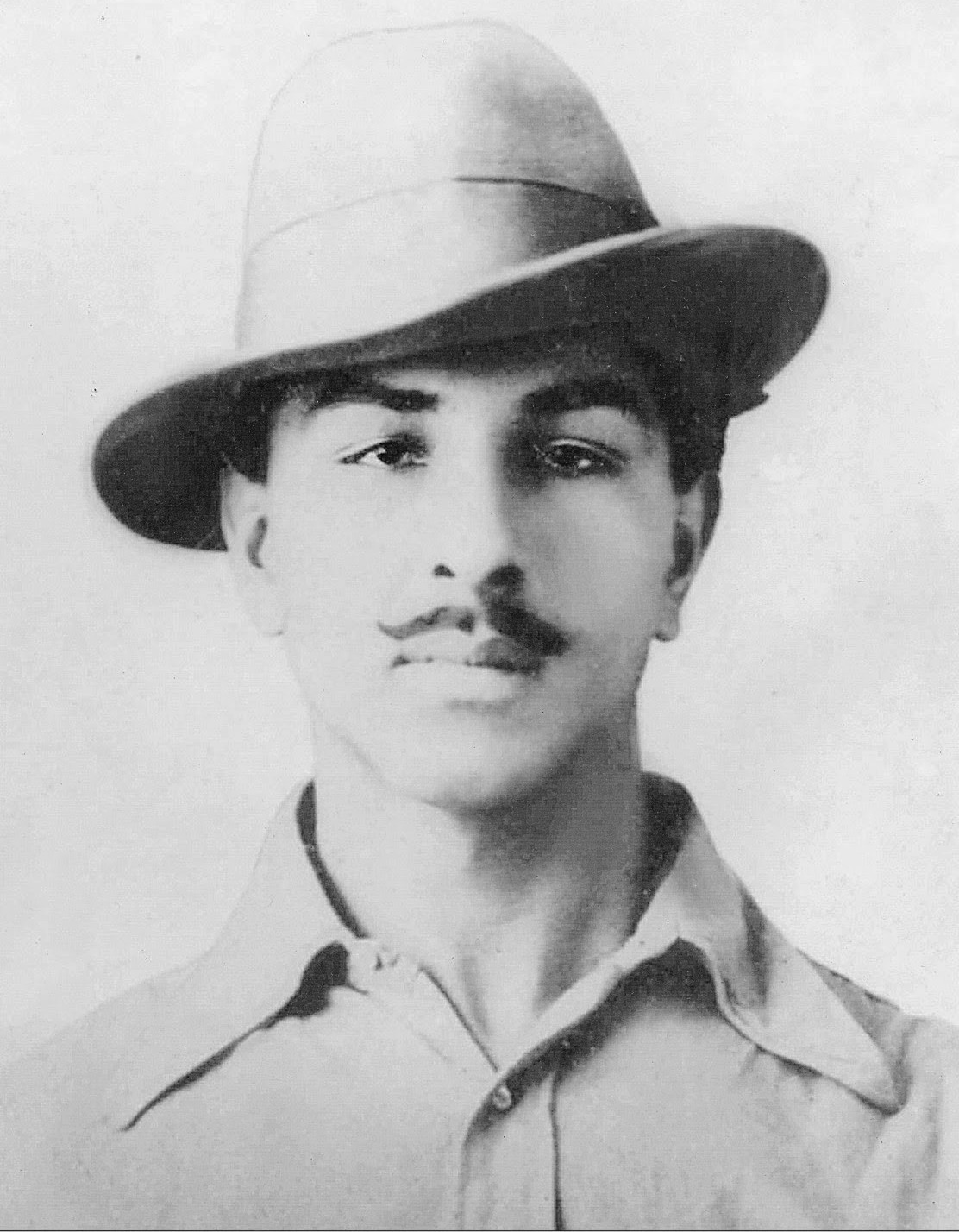
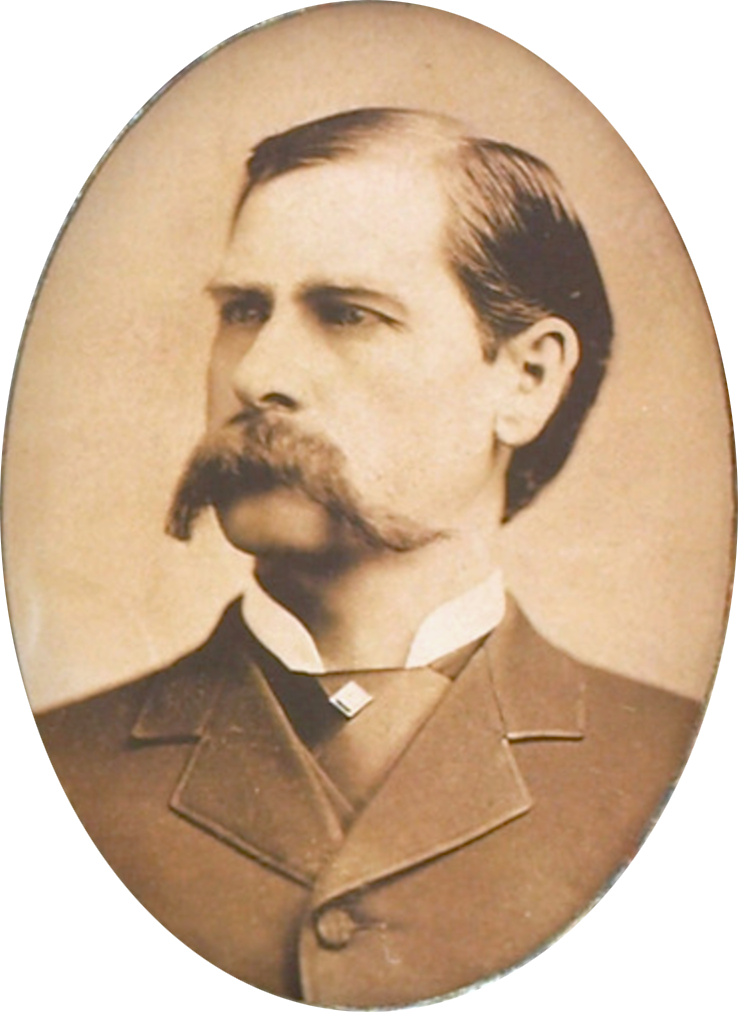
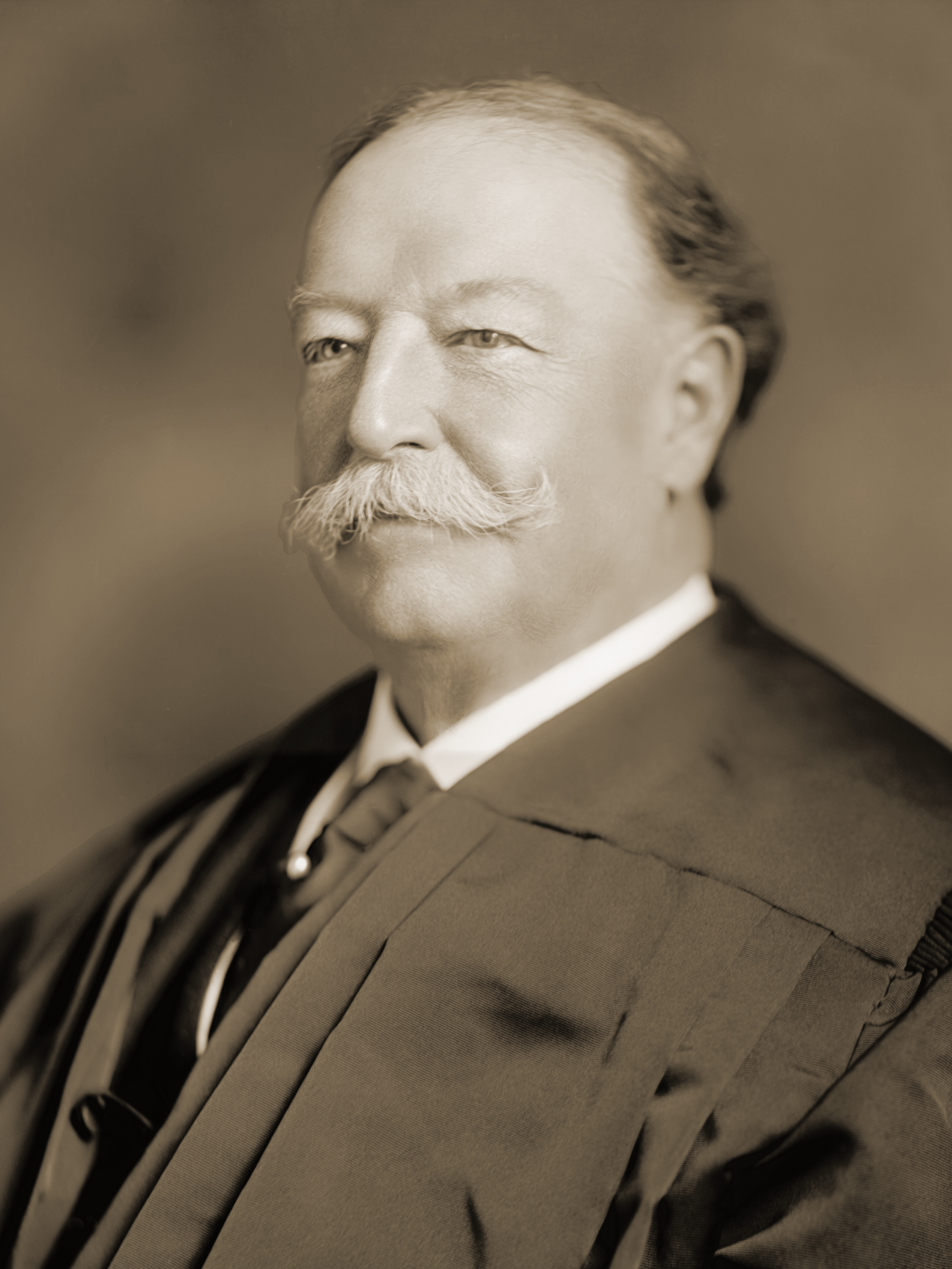
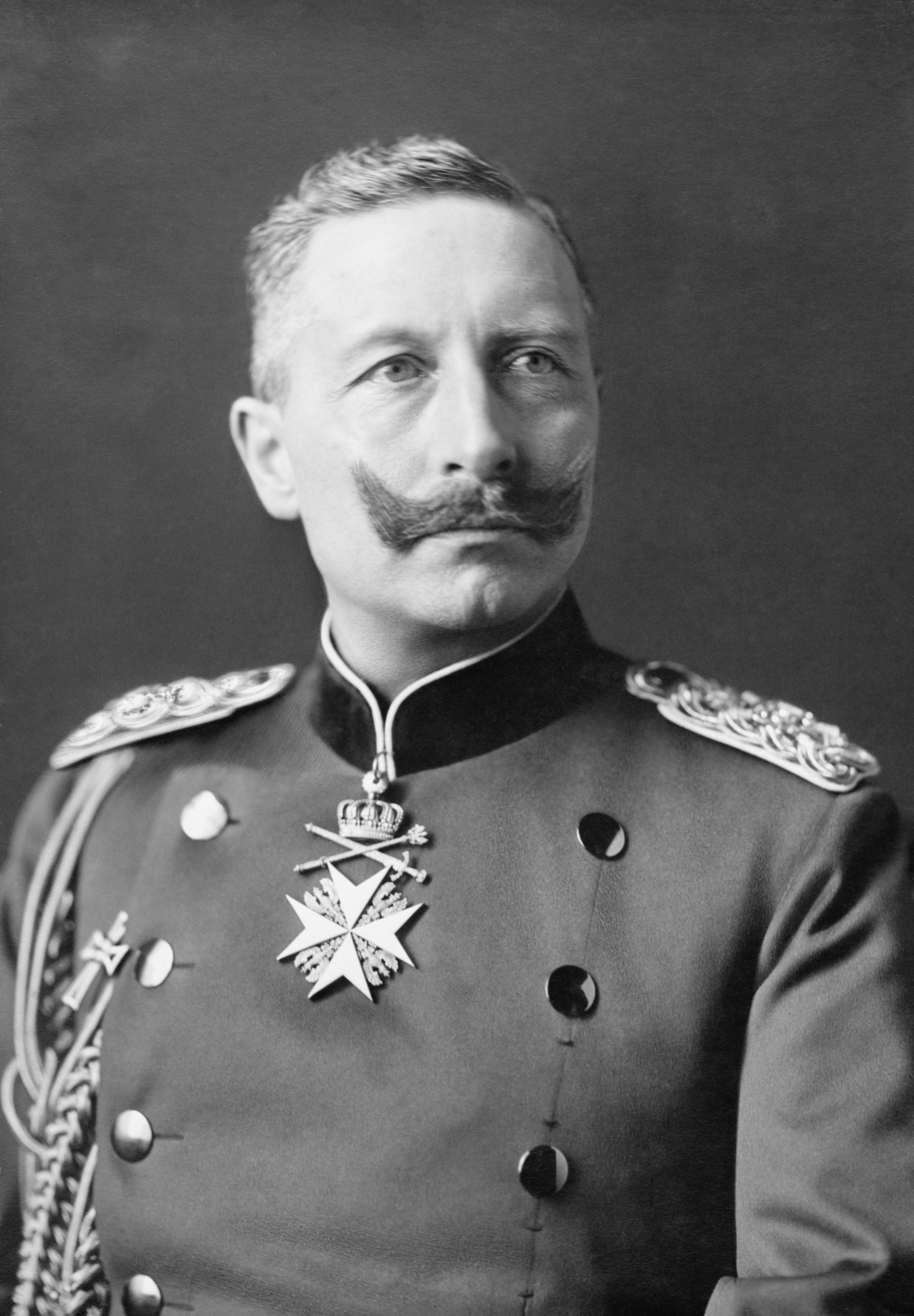
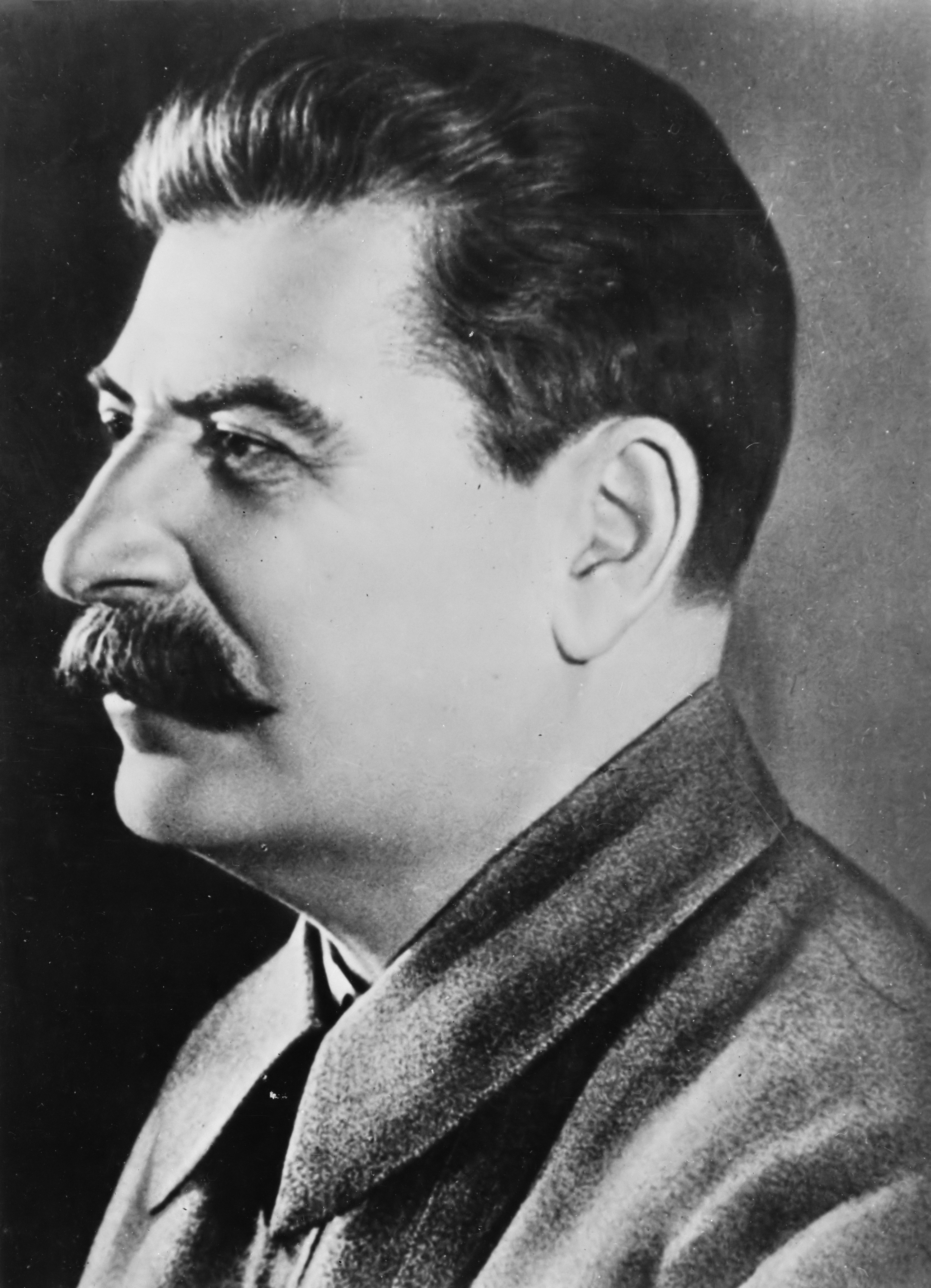
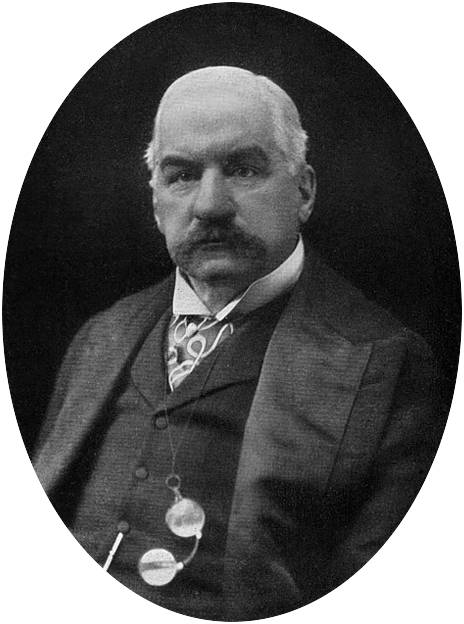
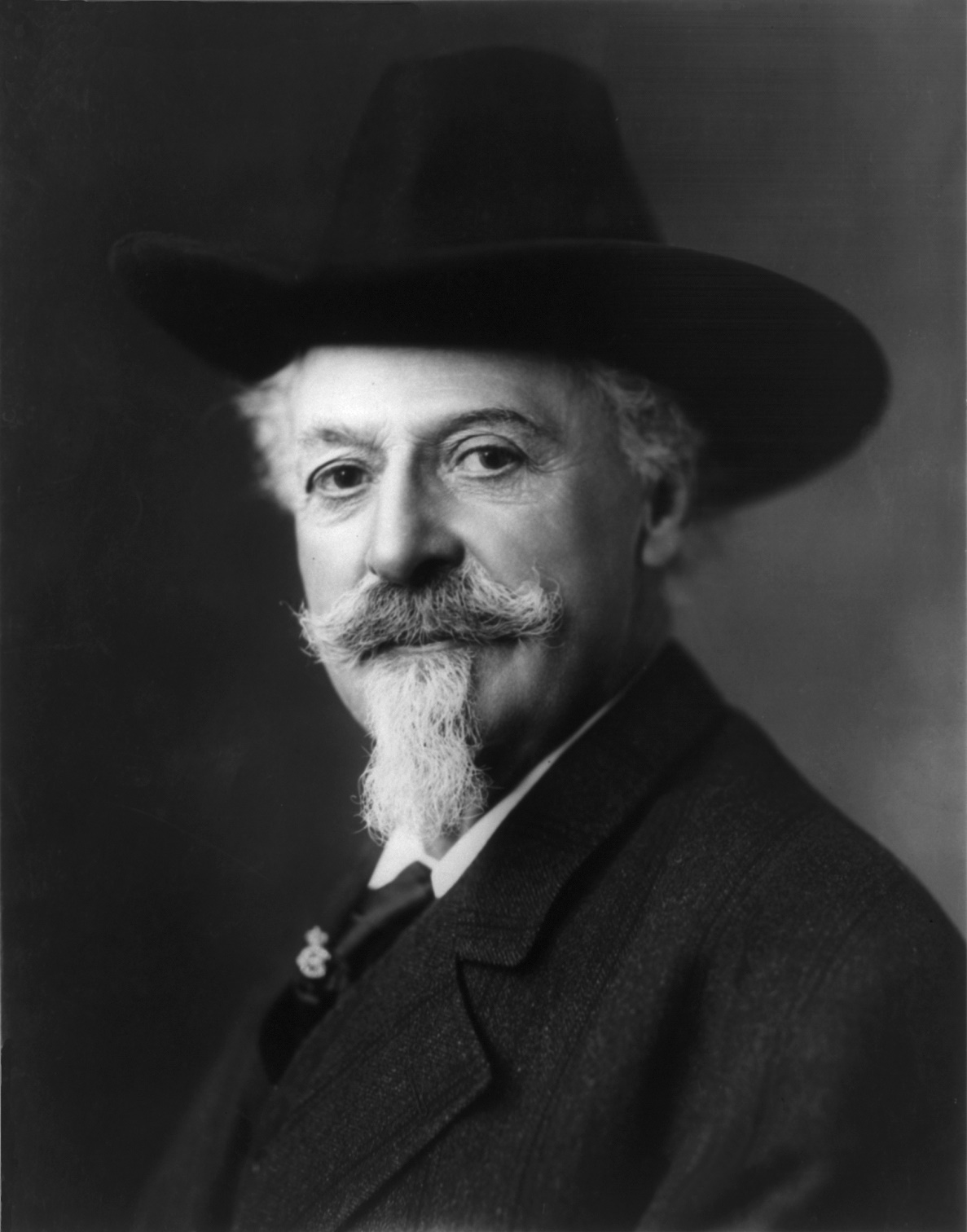
بوفالو بیل با ریش پرفسوری و سبیل چخماقی
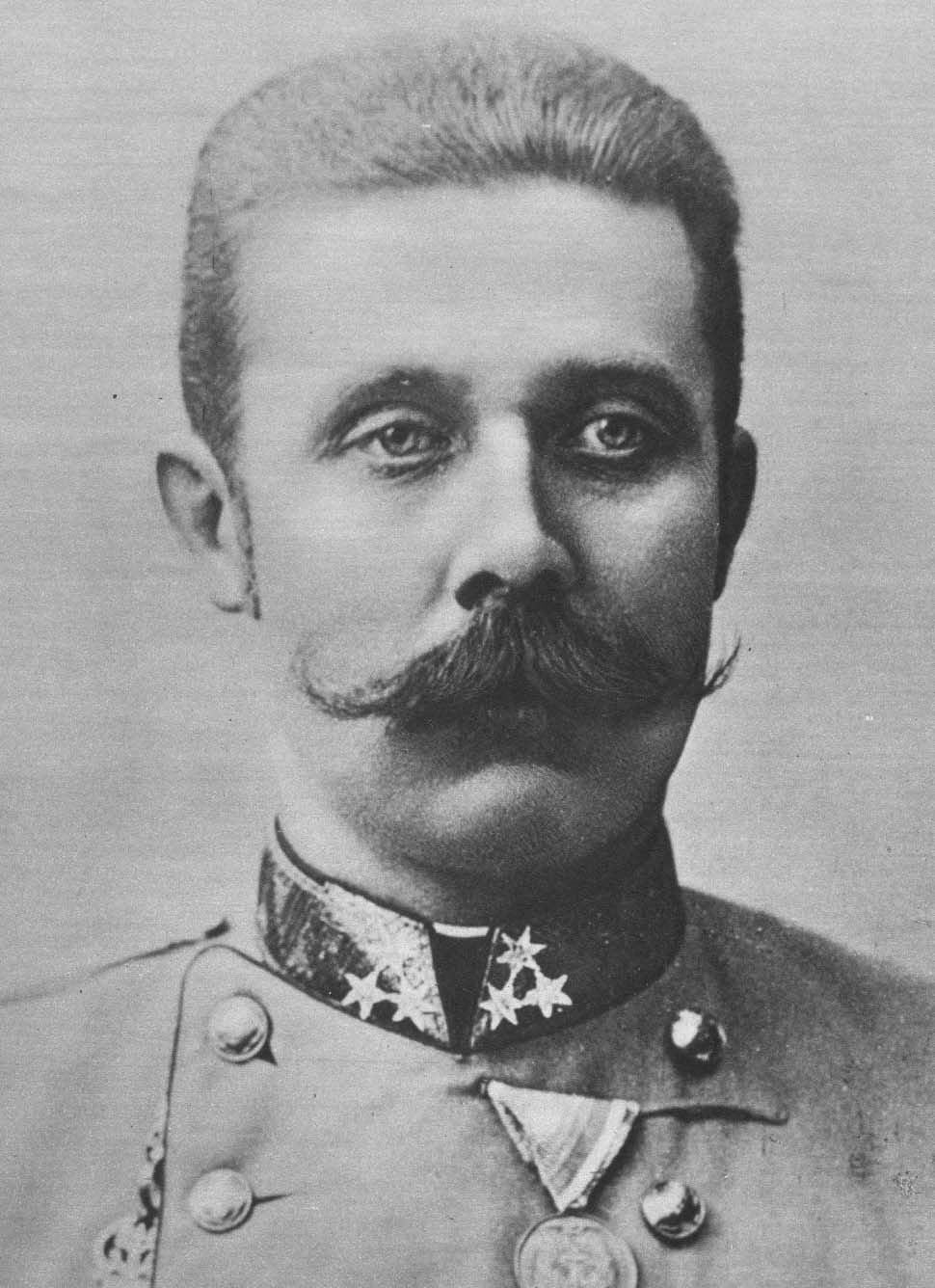
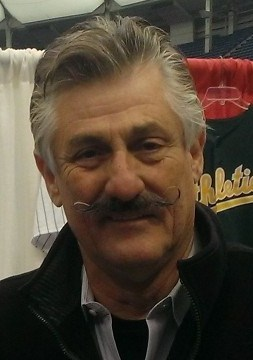